# Ophelimus splendoriferellus
Ophelimus splendoriferellus är en stekelart som först beskrevs av Girault 1913.  Ophelimus splendoriferellus ingår i släktet Ophelimus och familjen finglanssteklar. Inga underarter finns listade i Catalogue of Life.